# Sundadoxa
Sundadoxa là một chi bướm đêm thuộc họ Geometridae.